# La Ferrière, Vendée

La Ferrière este o comună în departamentul Vendée, Franța. În 2009 avea o populație de 4,784 de locuitori.